# Zhang Youhao
Zhang Youhao (chino simplificado: 张宥浩), es un actor chino.

## Biografía
Estudió en la Academia Central de Drama (en inglés: "Central Academy of Drama").

## Carrera
Es miembro de la agencia "Easy Entertainment" (大隐光时).
En el 2017 se unió al elenco recurrente de la popular serie china Eternal Love donde interpretó a Mi Gu, un espíritu de árbol y miembro del reino de Qing Qiu que le es leal a la familia Bai y ha servido para ellos desde que era joven.
En marzo del 2018 se unió al elenco de la serie Only Side by Side with You donde dio vida a Hao Jie, un experto en IT y amigo de Shi Yue (William Chan), hasta el final de la serie en abril del mismo año.
En el 2020 se unirá al elenco de la serie Run for Young.

## Filmografía

### Series de televisión
| Año             | Título                     | Personaje | Notas        |
| --------------- | -------------------------- | --------- | ------------ |
| 2020 - presente | Run for Young              | -         |              |
| 2018            | Only Side by Side with You | Hao Jie   |              |
| 2017 - 2018     | The Lively Family          | -         | 24 episodios |
| 2017            | Eternal Love               | Mi Gu     | 17 episodios |

### Películas
| Año  | Título                         | Personaje       | Notas                                                                             |
| ---- | ------------------------------ | --------------- | --------------------------------------------------------------------------------- |
| 2020 | White Sun                      | -               | junto a Zhang Zifeng                                                              |
| 2019 | Run For Young                  | -               |                                                                                   |
| 2019 | If Your World Does Not Have Me | -               |                                                                                   |
| 2019 | The Eight Hundred              | -               | junto a Wang Qianyuan, Zhang Yi, Oho Ou, Yu Haoming, Yao Chen y Wei Chen          |
| 2018 | Game Breaker: Unawakened City  | Su Xi / Shou Si | junto a Song Weilong, Chen Duling, Tong Dawei, Cass Gai y Lu Shaocong             |
| 2017 | The Founding of an Army        | Xiao Bing       | junto a Liu Ye, Zhu Yawen, Wang Jingchun, Oho Ou, Liu Haoran, Ma Tianyu y Li Xian |
| 2017 | A Test of Love Adventure       | -               |                                                                                   |
| 2016 | Scandal Maker                  | -               |                                                                                   |
| 2015 | Super Hormone                  | -               |                                                                                   |

### Programas de variedades
| Año  | Programa                            | Notas               |
| ---- | ----------------------------------- | ------------------- |
| 2020 | Happy Camp                          | invitado            |
| 2017 | Crazy Wardrobe: Season 1 (疯狂衣橱) | (ep. #7) - invitado |
| 2017 | Wise Man Talks (脑力男人时代)       | invitado            |

### Revistas / sesiones fotográficas
| Año  | Título                     | Notas |
| ---- | -------------------------- | ----- |
| 2017 | Harper's Bazaar (时尚芭莎) |       |
| 2017 | Grazia (红秀)              |       |
| 2016 | ELLE                       |       |